# Sirius FM6
O Sirius FM6, também conhecido como Radiosat 6, é um satélite de comunicação  geoestacionário estadunidense que foi construído pela Space Systems/Loral (SS/L), ele está localizado na posição orbital de 115 graus de longitude oeste e é operado pela . O satélite foi baseado na plataforma LS-1300 e possui uma expectativa de vida útil estimada de 15 anos.

## Lançamento
O satélite foi lançado com sucesso ao espaço no dia 25 de outubro de 2013, por meio de um veiculo Proton-M/Briz-M a partir do Cosmódromo de Baikonur, no Cazaquistão. Ele tinha uma massa de lançamento de 6 003 kg.